# 野島 (給炭艦)
野島（のしま） は日本海軍の給炭艦で、室戸型給炭艦の2番艦。
艦名は野島崎（千葉県安房郡の白浜町）による。

## 概要
特務艦野島は、日本海軍が運用した運送艦。1919年（大正8年）3月末に、三菱神戸造船所で竣工した。日本海軍が建造した最後の給炭艦となった。
1941年（昭和16年）12月8日の太平洋戦争開戦時は海軍省附属だったが、12月20日より南遣艦隊附属となった。南方へ向け進出中の12月27日、香港沖合で米潜水艦（パーチ）の雷撃で大破、擱座した。1942年（昭和17年）2月1日、予備艦となる。同年12月まで、香港で修理をおこなった。また12月15日附で連合艦隊附属となり、外南洋部隊に編入される。内地に帰投した野島は、佐世保で修理をおこなった。
1943年（昭和18年）1月中旬、野島はラバウルに進出して第八艦隊の輸送作戦に従事した。同年3月3日、第八十一号作戦に従事中、連合軍航空機の攻撃により沈没した（ビスマルク海海戦）。

## 艦歴

### 太平洋戦争以前
1917年（大正6年）度の臨時軍事費で、室戸と共に建造。同年12月15日、「野島」と命名。
1918年（大正7年）7月16日、三菱神戸造船所で起工。
1919年（大正8年）2月3日、進水。3月31日、竣工。佐世保鎮守府籍となる。
竣工当初は運送船に類別されたが1920年（大正9年）4月1日附で運送艦（給炭）に類別変更された。 1922年（大正11年）8月26日、カムチャツカ半島で悪天候のため海防艦新高が転覆沈没すると、野島は装甲巡洋艦八雲等と共に遭難現場へ派遣された。
1926年（大正15年）11月29日附で艦艇類別等級表（特務艦）に室戸型給炭艦が新設され、「野島」は室戸型2番艦に類別された。
1930年（昭和5年）にはボイラーが換装され　宮原缶3基を搭載、速力が14ノットに向上した。
1932年（昭和7年）の第一次上海事変に際し、12cm砲を8cm高角砲に換装して参加した。また1937年（昭和12年）からの日華事変にも参加した。

### 太平洋戦争
1941年（昭和16年）5月1日、野島は海軍省附属となった。12月20日、野島は南遣艦隊（司令長官小沢治三郎中将、馬来部隊指揮官）付属となった。12月22日に内地を出港、カムラン湾に向かう。12月27日午前10時40分頃、香港の南西沖で米潜水艦パーチの雷撃を受ける。魚雷は命中したが爆発せず、二番船艙を貫通した。この時、馬来部隊所属の練習巡洋艦香椎、駆逐艦磯波と綾波、海防艦占守とタンカー黒潮丸がカムラン湾から澎湖諸島の馬公市にむかっていた。占守と黒潮丸は航海をつづけ、駆逐艦が爆雷を投下した。パーチは海底に潜んで危機をやりすごした。香椎が野島の救援をおこなう。沈没を免れるため、野島は紅海湾に擱座した。
翌1942年（昭和17年）1月19日、波浪により野島の船体は切断された。
1月29日、曳航されて香港に入港、同地で第2工作部により修理がおこなわれる。
2月1日、第四予備特務艦に定められた。
12月8日まで修理が行われた。この修理の際、マスト形状を単脚マストから門型マストに変更している
修理完了後、12月10日に香港を出発する。航海中の12月15日付けで在役特務艦に指定され、連合艦隊付属に編入された。同日附で外南洋部隊（指揮官三川軍一第八艦隊司令長官）に編入された。第八艦隊（司令長官三川軍一中将）附属。
12月19日、野島は佐世保に到着した。
1943年（昭和18年）1月6日に野島は佐世保港を出港し、19日にニューブリテン島のラバウルに到着した。その後はコロンバンガラ島への輸送任務などに従事した。1月28日、ラバウルを出発し、2月3日にショートランド泊地に到着。2月12日から13日にかけて、「野島」は駆逐艦「皐月」と「文月」の護衛でショートランド～コロンバンガラ島輸送任務に従事し、糧食などを運んだ。連合軍の重爆撃機と戦闘機による空襲があったが、対空戦闘および零式艦上戦闘機や零式水上観測機の直衛により、輸送は成功した。
2月15日に野島はショートランド泊地を出発し、2月17日にラバウルに到着した。

### 沈没
同年2月下旬、野島は南東方面艦隊（司令長官草鹿任一中将）による第八十一号作戦の1隻（船隊区分においては第二分隊7番艦）として、ニューギニア島ラエへの輸送任務に就いた。船団の直接護衛を、第三水雷戦隊司令官木村昌福少将が担当する。ラバウル出港前、松本（野島艦長、海兵45期）は佐藤康夫大佐（第8駆逐隊司令、海兵44期）に「今度の作戦は非常に危険で野島は沈むだろうから、骨だけは拾ってください」と頼むと、佐藤は「朝潮が護衛する限り見殺しにはしない。野島乗組員を救いにゆく」と約束したという。
日本時間2月28日2330、第三水雷戦隊司令官木村少将（旗艦「白雪」）指揮下の日本軍輸送船団（駆逐艦8隻〔第11駆逐隊〈白雪〉、第8駆逐隊〈朝潮、荒潮〉、第9駆逐隊〈朝雲〉、第16駆逐隊〈時津風、雪風〉、第19駆逐隊〈敷波、浦波〉〕、輸送船8隻〈神愛丸、帝洋丸、愛洋丸、健武丸、旭盛丸、大井川丸、太明丸、野島〉） はラバウルを出発した。
船団には3月1日から敵に接触された。3月2日夕刻、B-17重爆による空襲を受け、野島は至近弾により戦死傷者18名を出した（他に輸送船旭盛丸沈没）。
3月3日、船団はクレチン岬の沖で連合軍機の攻撃を受ける。野島は8時00分ころに缶室、機械室に被爆し火災発生、航行不能となった。また、野島の被弾と前後して、野島の左舷側を航行していた駆逐艦3隻（時津風、荒潮、雪風）のうち、時津風（0809頃） と荒潮（0810頃） が被弾して大破する。舵故障・艦橋大破状態の荒潮は、野島に衝突した。
野島は12時30分に総員退去となる。その後、午後の空襲で爆撃を受けて沈没した。
連合軍機離脱後の午前9時頃、健在艦（敷波〈木村少将移乗、旗艦〉、浦波、朝雲、雪風、朝潮）は損傷艦や生存者の救援を開始した。すると「一〇三五敵機二四機発進」との報告があり、木村少将は救助作業の中止と戦場離脱を命じた。だが佐藤大佐（駆逐艦朝潮座乗）は敷波（三水戦司令官木村昌福少将）に「ワレ『野島』艦長トノ約束アリ、『野島』救援ノ後、避退ス」と発信し、野島の救助に向かった。敷波、浦波、朝雲、雪風は朝潮を残して戦場を離れた。
遭難地点に残った朝潮は救助作業を続行し、松本ふくめ野島乗組員は朝潮に救助された。また航行不能になった荒潮乗組員の一部も朝潮に移った。だが朝潮も13時15分以降に二回に亘る空襲を受け、沈没する。脱出した野島乗組員は、再び漂流することになった。佐藤大佐は松本の懇願をことわり、「朝潮」と共に戦死した。
本作戦において野島を含め輸送船8隻は全滅して陸軍兵約3000名が戦死、護衛艦艇も4隻（白雪、時津風、朝潮、荒潮）が沈没、健在艦は4隻（敷波、浦波、朝雲、雪風）と救援艦（初雪）であった。
松本（野島艦長）以下生存者はボートや大発動艇に乗って漂流した。3月7日、松本艦長以下44名は潜水艦呂101 に救助された。陸地にたどり着き、ゲリラと交戦しつつ、自力で現地日本陸軍に合流した者も少数いたという。
同年4月20日、除籍。

## 歴代艦長
※『日本海軍史』第9巻・第10巻の「将官履歴」に基づく。階級は就任時のもの。
艤装員長
- （兼）土肥金在 中佐：1919年3月15日[78] -

指揮官
- 土肥金在 中佐：1919年3月6日[79] -

特務艦長
- 土肥金在 中佐：不詳 - 1920年8月12日[80]
- 松坂茂 大佐：1920年8月12日[80] - 1920年12月1日[81]
- 兼坂隆 大佐：1920年12月1日 - 1921年4月1日
- 右田熊五郎 大佐：1921年4月1日 - 1921年11月1日
- 蔵原惟皓 中佐：1921年11月1日[82] - 1922年6月10日[83]
- 志和為於菟 中佐：1922年6月10日[83] - 1922年11月10日[84]
- 秋山栄 中佐：1922年11月10日[84] - 1923年5月10日[85]
- 今川眞金 中佐：1923年5月10日[85] - 1924年5月10日[86]
- 御堀傳造 中佐：1924年5月10日 - 1924年11月10日
- 井上肇治 中佐：1924年11月10日 - 1925年4月15日
- 出光萬兵衛 大佐：1925年4月15日 - 1925年7月10日
- 林李樹 中佐：1925年7月10日[87] - 1925年12月1日[88]
- 上田秀男 大佐：1925年12月1日[88] - 1926年4月15日[89]、以後1929年4月10日まで特務艦長の発令無し。
- （兼）小川重太郎 中佐：1929年4月10日[90] - 1929年7月10日[91] （本職：呉海軍港務部部員）
- 柴田源一 中佐/大佐：1929年7月10日[91] - 1929年11月30日[92]
- 堀江六郎 中佐：1929年11月30日 - 1930年4月1日
- 小倉萬次郎 中佐/大佐：1930年4月1日[93] - 1930年12月1日[94]
- 原清 大佐：1930年12月1日 - 1931年4月1日
- 杉浦信平 中佐：1931年4月1日[95] - 1931年12月1日[96]
- 外賀良三郎 中佐：1931年12月1日[96] - 1932年2月16日[97]
- 藍原有孝 大佐：1932年2月16日 - 1932年12月1日
- 後藤権造 大佐：1932年12月1日[98] - 1933年11月15日[99]
- 佐藤源蔵 大佐：1933年11月15日 - 1934年11月1日
- 岩越寒季 中佐：1934年11月1日 - 1935年7月10日
- 中原達平 中佐/大佐：1935年7月10日[100] - 1935年11月15日[101]
- 日野昇一 中佐：1935年11月15日[101] - 1936年11月2日[102]
- 只木信行 中佐：1936年11月2日[102] - 1937年11月15日[103]
- 宮本八十三 中佐/大佐：1937年11月15日[103] - 1938年11月15日[104]
- 伊藤尉太郎 大佐：1938年11月15日 - 1939年11月15日
- （兼）近藤為次郎 大佐：1939年11月15日[105] - 1940年1月10日[106] （本職：早鞆特務艦長）
- （兼）難波祐之 大佐：1940年1月10日[106] - 1940年2月5日[107] （本職：衣笠艦長）
- 澤正雄 大佐：1940年2月5日 - 1940年8月1日
- 植田弘之介 大佐：1940年8月1日[108] - 1940年8月20日[109]
- 長尾素夫 大佐：1940年8月20日 - 1940年11月6日
- 大橋竜男 大佐：1940年11月6日 - 1941年8月11日
- 加賀山外雄 中佐/大佐：1941年8月11日[110] - 1942年2月1日[111]、以後1942年11月15日まで特務艦長の発令無し。
- 松本亀太郎 大佐：1942年11月15日[112] - 1943年4月20日[113]

## 同型艦
- 室戸